# Costa di Ningaloo
La Costa di Ningaloo è un patrimonio dell'umanità, riconosciuto come tale dall'UNESCO nel 2011, situato nella zona costiera dell'Australia Occidentale. Il sito, che occupa una superficie di circa 7 050 km², si trova a circa 1 200 km dalla città di Perth, nell'Oceano Indiano orientale. Lungo la costa si trova la Ningaloo Reef (barriera corallina di Ningaloo), che con la sua lunghezza di 260 km, è l'unica grande barriera corallina posta nelle vicinanze della terraferma.
La costiera e la barriera corallina devono il loro nome alla parola in lingua aborigena Wajarri ningaloo, che significa "promontorio", "acque profonde" o "alta scogliera che si avvicina al mare". Il popolo Yamatji dei clan di Baiyungu e Yinigudura hanno abitato quest'are per oltre 30 000 anni.

## Il patrimonio dell'umanità di Ningaloo

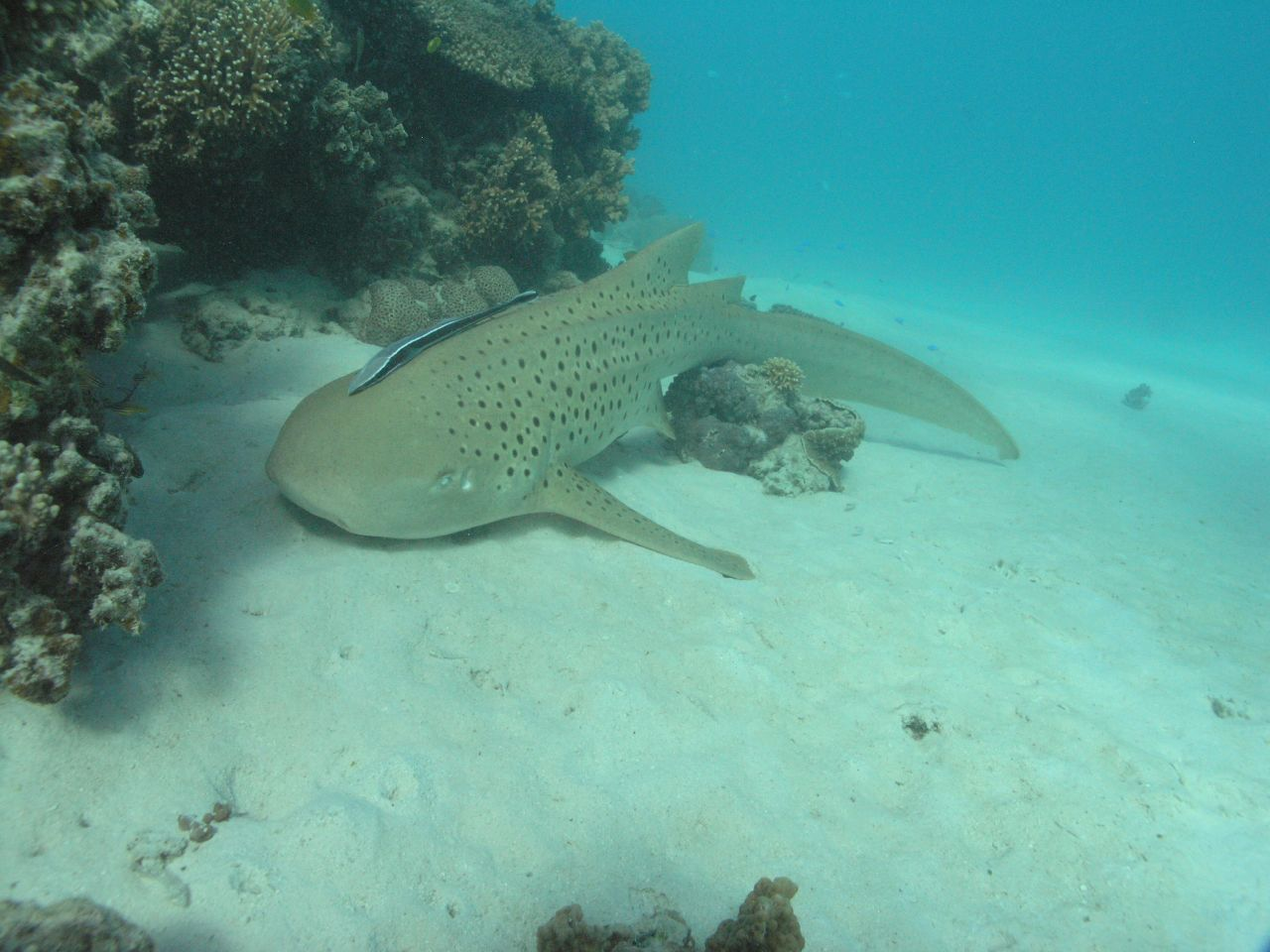
Uno squalo zebra fotografato nel 2007.

Nel 1987 fu istituito il Parco marino di Ningaloo; il sito è entrato a far parte della lista del patrimonio nazionale australiano il 6 gennaio 2010 in base all'atto di protezione dell'ambiente e conservazione della biodiversità del 1999. Nel 2011 l'area è stata inserita nella lista dei patrimoni dell'umanità dell'UNESCO.
Quest'area è particolarmente nota per la presenza di squali balena che qui vengono a nutrirsi nei mesi tra marzo e giugno. Tuttavia la barriera è anche molto ricca di coralli, pesci e altre creature marine. Durante i mesi invernali la barriera vede il transito migratorio di delfini, dugonghi, mante e megattere. Le spiagge lungo la costa sono luogo di riproduzione di tartarughe verdi e tardarughe imbicate, grazie alla presenza della barriera corallina che è un'importante fonte di cibo. Nella Costa di Ningaloo si contano circa 500 specie di pesci, 300 di coralli, 600 di molluschi e molti altri invertebrati marini.
Nel 2006 alcuni ricercatori dell'Australian Institute of Marine Science hanno scoperto grandi distese di spugne nelle acque più profonde del parco marino: si ritiene che queste siano specie prima sconosciute. l'Aipysurus apraefrontali, un serpente marino considerato estinto per oltre 17 anni, è stato trovato nella Ningaloo Reef nel dicembre 2015.

## Aree protette all'interno del sito

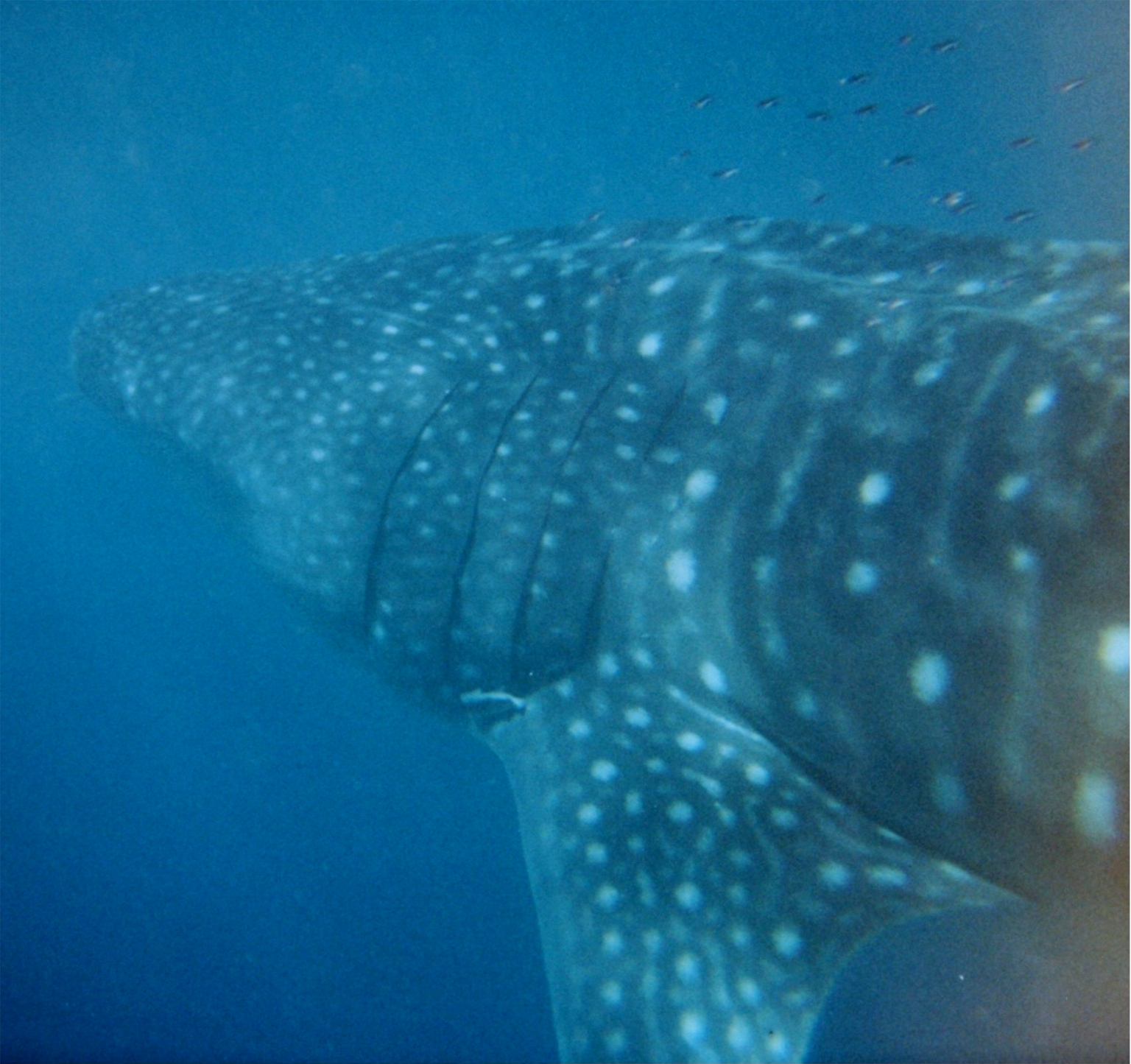
Uno squalo balena fotografato sopra la Ningaloo Reef.

### Parchi nazionali e riserve naturali
- Parco costiero di Bundegi
- Parco nazionale di Cape Range
- Parco costiero di Jurabi
- Parco marino di Ningaloo

### Isole
- North Muiron Island
- South Muiron Island

## Galleria d'immagini

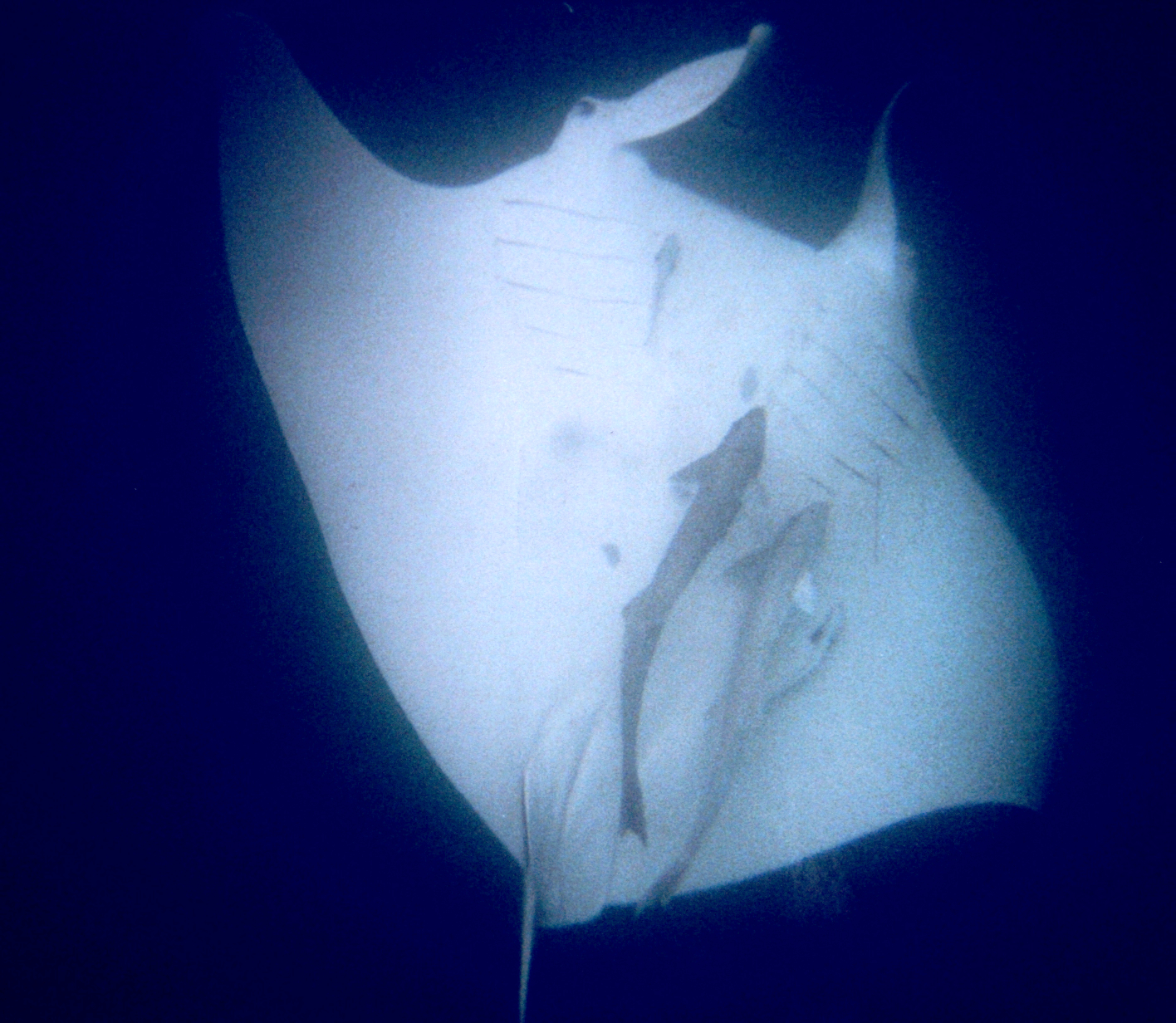
Una manta con remore alla barriera corallina di Ningaloo.
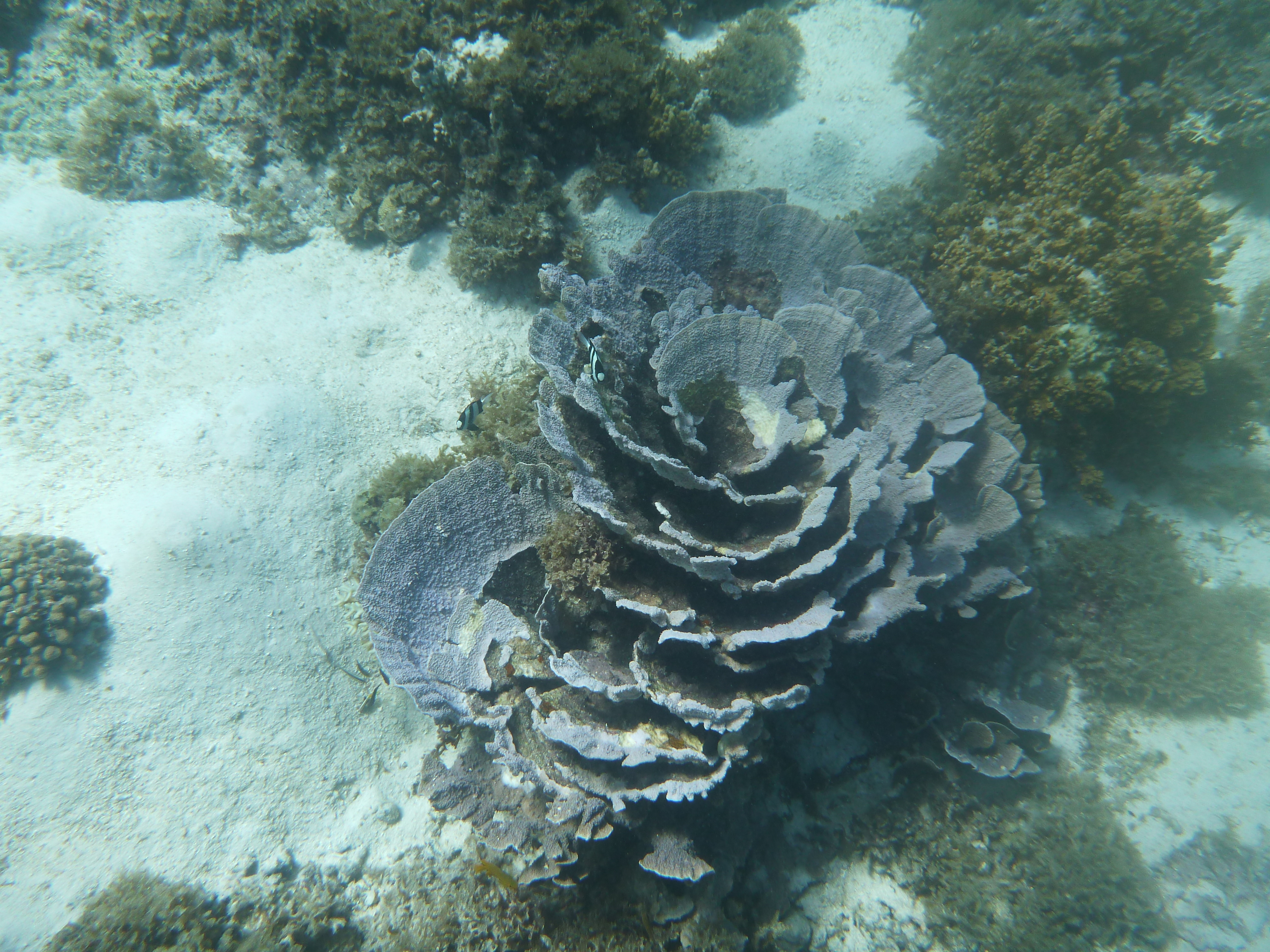
Parte della barriera corallina fotografata sott'acqua nel 2012.
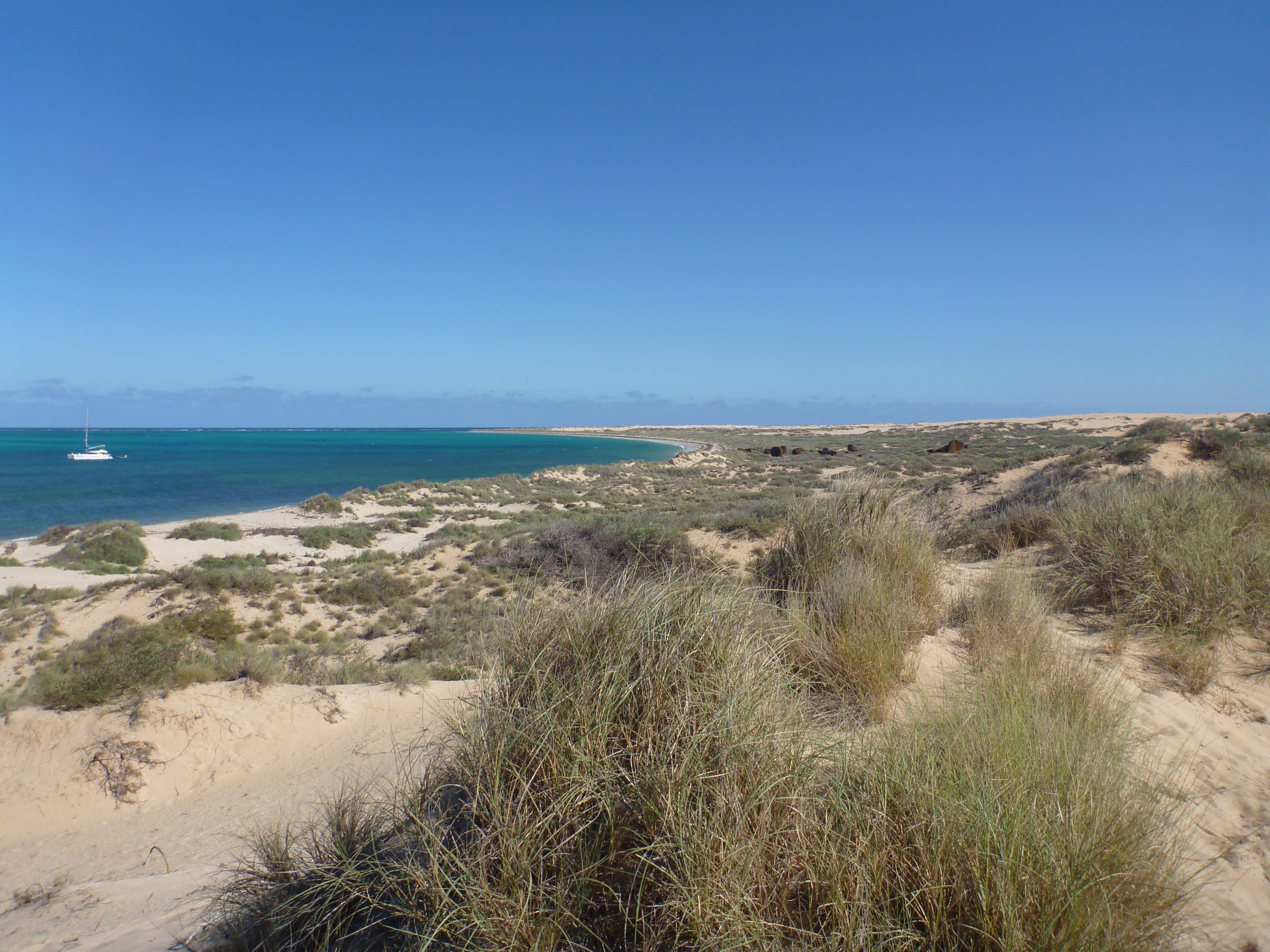
La costa di Ningaloo, nel 2012.
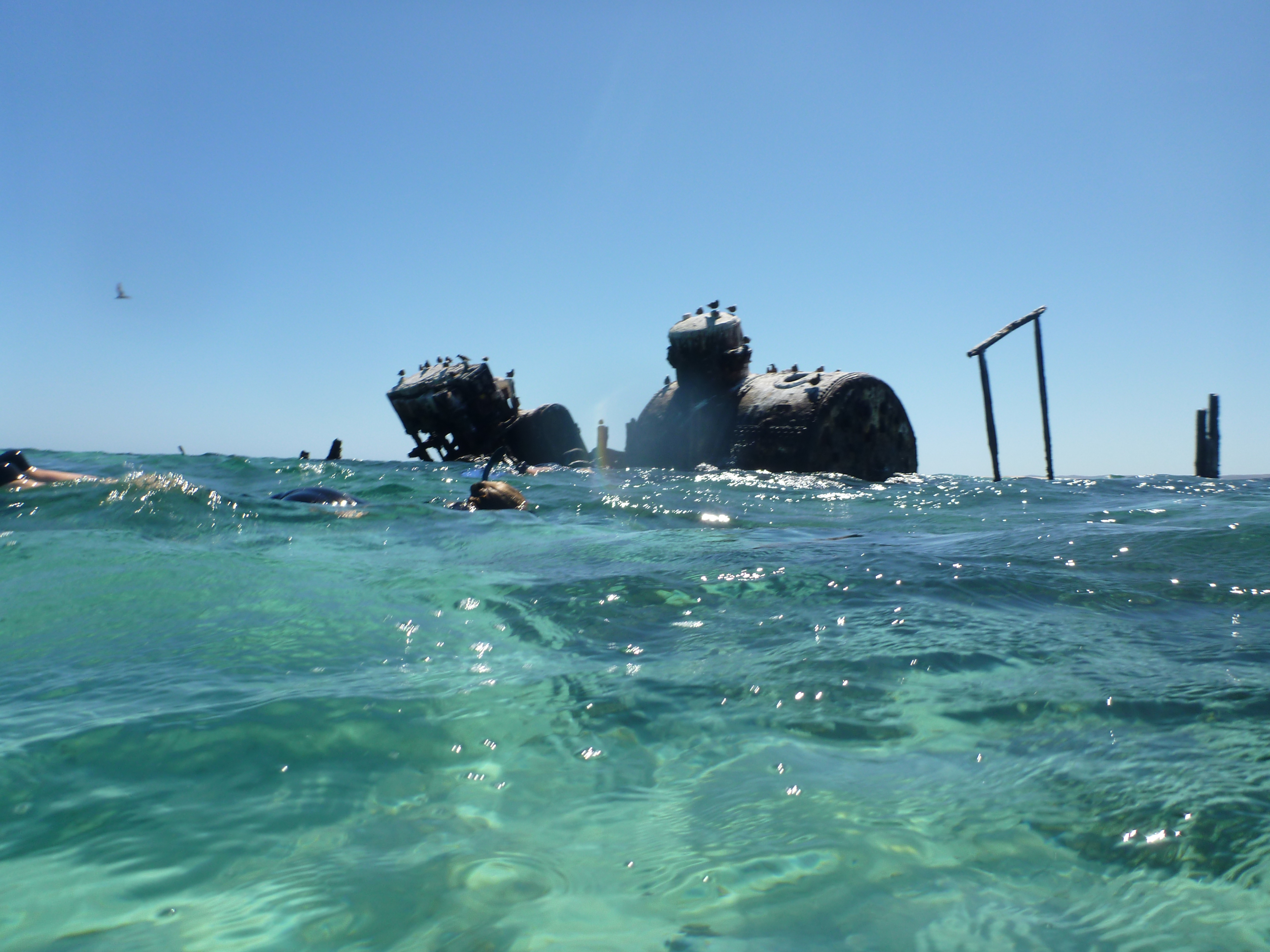
I subacquei esplorano un relitto adiacente alla barriera corallina.
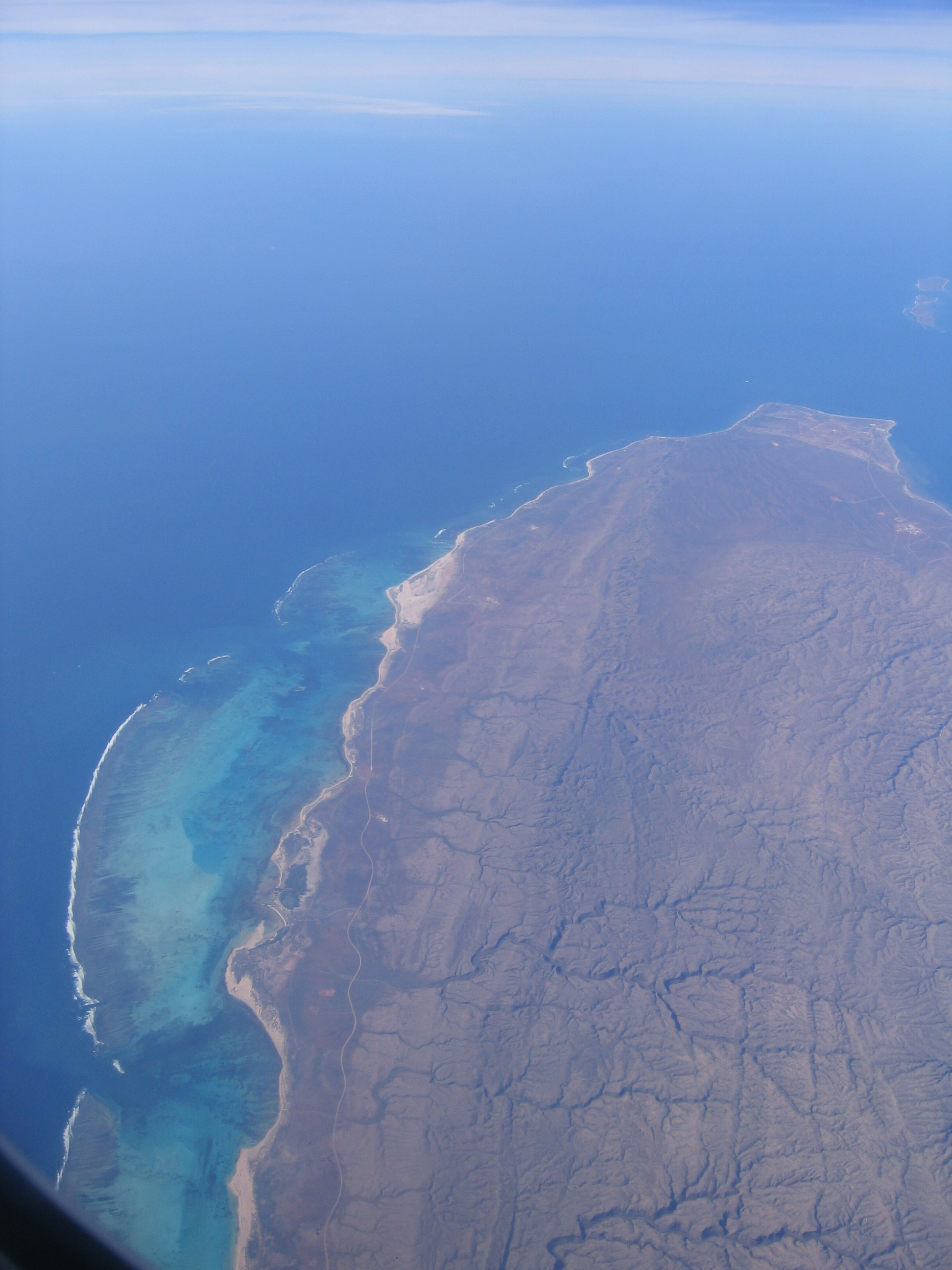
Il Parco Nazionale di Cape Range e la barriera corallina di Ningaloo visti dall'aria.